# Corvus CMS
Corvus CMS je nekadašnji sustav za upravljanje sadržajem  (eng. CMS - Content Management System) koji je razvila tvrtka Corvus Info. Bio je izrađen je na Microsoftovoj ASP.NET platformi i posebno je razvijen za potrebe velikih, a ujedno fleksibilnih web-portala. Primarna namjena bila mu je izrada i organizacija sadržaja na web-stranicama. Corvus CMS u potpunosti je podržavao višejezičnost, rad s pravima korisnika, praćenje interesa posjetitelja, izradu obrazaca i mnoge druge napredne mogućnosti. Corvus CMS se više ne razvija,  ne nudi na tržištu i nije podržan. 

## Povijest
Corvus CMS nastao je 2005. godine i od 2017. godine njegov razvoj i podrška su okončani. Sama tvrtka u ono se vrijeme specijalizirala u izradi velikih i kompleksnih portala i e-commerce rješenja, koja su zahtijevali kontinuirane izmjene sadržaja od strane jednog administratora ili cijele redakcije. Od 2007. Corvus Info je postao Microsoft Gold partner, a od 2009 i zlatni partner Verisign-a, vodeće tvrtke za proizvodnju internetskih sigurnosnih certifikata.
Iste godine Corvus Info postao je dio M SAN Grupacije, najvećeg tehnološkog koncerna u jugoistočnoj Europi. Razlog ujedinjavanja bio je "potencijal i sinergije" u budućem zajedničkom razvoju i strateškom širenju.

## Primjena
Veliki broj portala i web-trgovina koristili su web-stranice izgrađene na Corvus CMS sustavu. Među njima su svojedobno bili i internetski portali poslovni.hr, croenergo.eu,moda.hr  Arhivirana inačica izvorne stranice od 17. svibnja 2021. (Wayback Machine), kao i web-trgovine ekupi.hr  Arhivirana inačica izvorne stranice od 11. svibnja 2011. (Wayback Machine) i izloog.hr[neaktivna poveznica], vecernjishop.hr. 

### Eksperimentalna rješenja
Na Danima otvorenih integracija 2011 predstavljen je inovatorsko rješenje utmeljeno na Corvus CMS-u. Izloženi sustav predstavljao je interaktivno rješenje za multimedijski prikaz, poslovnu analizu i sigurnost izložbenih artikala u maloprodaji. 
Prema pisanju medija: "Predstavljeno rješenje na inovativan način integrira sadržaje s weba (CMS) s multimedijskim prezentacijama koje se aktiviraju jednostavnim uzimanjem željenog uređaja u ruke korisnika. Sustav u tom trenutku preuzima podatke s weba i prikazuje ih na ekranu osjetljivom na dodir u atraktivnoj multimedijskoj prezentaciji. Vlasnik sustava u svakom trenutku putem Corvus CMS-a, na jednom mjestu, može doznati za svaki pojedini izloženi artikl koliko je puta uzet u ruku, te koliko je trajalo svako gledanje proizvoda".

## Osobine
Corvus CMS je sadržavao web-sučelje na koje se spaja preko korisničkog imena i lozinke. Sučelje je podijeljeno u module, tj. funkcionalne cjeline za upravljanje sadržajima. Moduli se dijele na osnovne (bez kojih rad u Corvus CMS-u nije moguć) i dodatne (razne nadogradnje).

### Moduli
- Izbornik - služi za predstavljanje sadržaja kroz navigaciju na stranicama.
- Članci - sadrži sve elemente za objavu sadržaja (tekstovi, slike, dokumenti, tagovi (oznake) itd.).
- Grupe članaka - služi za kreiranje i rad s mapama u koje se pohranjuju članci.
- Korisnici - sadrži alate za upravljanje korisnicima stranice ili portala.
- Multimedija -  sadrži alate za rad sa slikama, video materijalima i galerijama.
- Zajednica - uključuje alate za upravljanje forumima, blogovima, anketama i ostalim sadržajem kojeg stvara zajednica.
- E-trgovina - ovo je skup alata za upravljanje web-prodajom, a uključuje rad s cjenicima, proizvodima, uslugama, valutama, mjernim jedinicama, vrstama dostave, narudžbama i dr.
- Newsletter - omogućava slanje sadržaja stranice ili portala putem cirkularnih e-mailova registriranim korisnicima
- Banneri - uključuju alat za rad s oglasnim kampanjama
- Konfiguracija - omogućuje prikaz svih zabilježenih korisničkih akcija te uređivanje postavki web rješenja